# Sphaerospora caspialosae
Sphaerospora caspialosae is een microscopische parasiet uit de familie Sphaerosporidae. Sphaerospora caspialosae werd in 1939 beschreven door Dogel'. 